# Ханссон, Хольгер
Хольгер Вальдемар Ханссон (швед. Holger Valdemar Hansson; 27 января 1927, Гётеборг, Швеция — 17 января 2014, там же) — шведский футболист и тренер, бронзовый призёр летних Олимпийских игр в Хельсинки (1952).

## Карьера
Начал свою игровую карьеру в клубе «Рениц», затем перешёл в «Гётеборг», в составе которого дебютировал в сезоне 1946/47, вскоре клуб добился заметных успехов, став в 1950 году четвёртым в национальном чемпионате. В 1948 году дебютировал в составе второй сборной Швеции в матче со сборной Дании.
На летних Олимпийских играх в Хельсинки (1952) стал бронзовым призёром, участвовал в победных матчах над Норвегией и Австрией и неудачном полуфинале, в котором шведы были разгромлены сборной Венгрии со счетом 6:0. Впоследствии привлекался в сборную лишь эпизодически, поскольку «Гётеборг» был «середняком» национального чемпионата. В сезоне 1957/58 в составе своего клуба победил в Кубке фон Розена, а двумя годами ранее был назван лучшим игроком Западной Швеции.
После окончания карьеры в 1960 году начал работать тренером. В сезоне 1961/62 возглавлял «Гётеборг», в составе которого как игрок провел 15 лет. В 1965—1967 и 1970—1972 годах тренировал клуб «ГАИС». В 1974 году вновь был главным тренером «Гётеборга», который вылетел во вторую лигу. Однако итогового пятого места не хватило для возвращения в высший дивизион, и он подал в отставку с поста главного тренера.